# 雷西瓦
58°06′N 57°47′E / 58.100°N 57.783°E
雷西瓦 ，是俄羅斯彼爾姆邊疆區東部的一個城市，位於雷西瓦河畔。2002年人口71,148人。
1785年建城，1926年設市。